# Bagada
Bagada (nep. बगाडा) – gaun wikas samiti w środkowej części Nepalu w strefie Dźanakpur w dystrykcie Mahottari. Według nepalskiego spisu powszechnego z 2001 roku liczył on 1002 gospodarstw domowych i 5770 mieszkańców (2716 kobiet i 3054 mężczyzn).